# Atletika na Letních olympijských hrách 1920 – 200 metrů muži
 Běh na 200 metrů mužů na Letních olympijských hrách 1920 se uskutečnil 19. srpna a 20. srpna v Antverpách.

## Výsledky finálového běhu
| *                | jméno           | země                   | čas  |
| ---------------- | --------------- | ---------------------- | ---- |
| Zlatá medaile    | Allen Woodring  | Spojené státy americké | 22,0 |
| Stříbrná medaile | Charlie Paddock | Spojené státy americké | 22,0 |
| Bronzová medaile | Harry Edward    | Velká Británie         | 22,1 |
| 4                | Loren Murchison | Spojené státy americké | 22,2 |
| 5                | George Davidson | Nový Zéland            | 22,3 |
| 6                | Jack Oosterlaak | Jihoafrická unie       | 22,4 |